# Nedelya Point
Der Nedelya Point (englisch; bulgarisch нос Неделя nos Nedelja) ist eine 380 m lange, spitze, niedrige und unvereiste Landspitze an der Nordküste der Livingston-Insel im Archipel der Südlichen Shetlandinseln. Sie liegt 1,8 km südwestlich des Bilyar Point, 1,58 km nordöstlich des Sparadok Point sowie 2,86 km östlich des Lair Point und trennt die Robbery Beaches auf der Byers-Halbinsel im Westen vom Ivanov Beach im Nordosten. Über eine Reihe von Klippen ist die Landspitze mit dem 310 m nordnordöstlich aufragenden Cutler Stack verbunden.
Britische Wissenschaftler kartierten sie 1968, chilenische 1971, argentinische 1980, spanische 1992 und bulgarische 2005 sowie 2009. Die bulgarische Kommission für Antarktische Geographische Namen benannte sie 2006 nach der bulgarischen Erziehungswissenschaftlerin Nedelja Petkowa (1826–1894).